# Stemma di Firenze
(Dante Alighieri, Divina Commedia, Paradiso, Canto XVI, 152.)

Gonfalone di Firenze

Lo stemma della Città di Firenze è costituito da uno scudo perale con lo sfondo argento al cui centro è posto un giglio bottonato di colore rosso.

## Blasonatura
Lo stemma, approvato con decreto del Capo del governo del 25 luglio 1929 ha la seguente blasonatura:
La descrizione del gonfalone è la seguente:
Si osservi che sia stemma che gonfalone sono oggetto di speciale concessione; il primo infatti non è contenuto in uno scudo sannitico e non è sormontato dalla corona murale da città e circondato dalle fronde di quercia e alloro (o ulivo) come prescritto dalla normativa vigente; anche il gonfalone non presenta il giglio contenuto nello stemma ma libero in campo bianco.
Sul Gonfalone sono appuntante quattro medaglie d’oro: 
• Medaglia d’Oro al Valore Militare. 
• Medaglia d’Oro alla Resistenza. 
• Medaglia d’Oro del Concilio Ecumenico Vaticano II. 
• Medaglia d’Oro al Valore Civile 
La medaglia d'oro al valor militare, la prima concessa, è stata attribuita per la lotta e il sacrificio dei fiorentini che riconquistarono la propria libertà dalla dittatura: 11 agosto – 1º settembre 1944. 
La Medaglia d’Oro alla Resistenza è stata attribuita il 23 marzo 1961 alla città di Firenze, «custode dei valori della Resistenza». 
La Medaglia d’Oro del Concilio Vaticano II è stata attribuita e apposta personalmente da Papa Paolo VI, ovvero da uno Stato Estero, il Vaticano in diretta televisiva in mondovisione su RAI 1, la notte di Natale del 1966, nella cattedrale fiorentina, quando il Pontefice venne a visitare i fiorentini alluvionati. È l’unico gonfalone in tutto il mondo ad avere il privilegio di essere decorato con una Medaglia del Vaticano. 
La medaglia d'oro al valor civile è stata assegnata dal Presidente della Repubblica come riconoscimento ai fiorentini per «le mirabili testimonianze di coraggio, abnegazione, civismo e solidarietà umana dimostrate nel corso delle tragiche giornate dell’'alluvione di Firenze del 4 novembre 1966».

## Storia

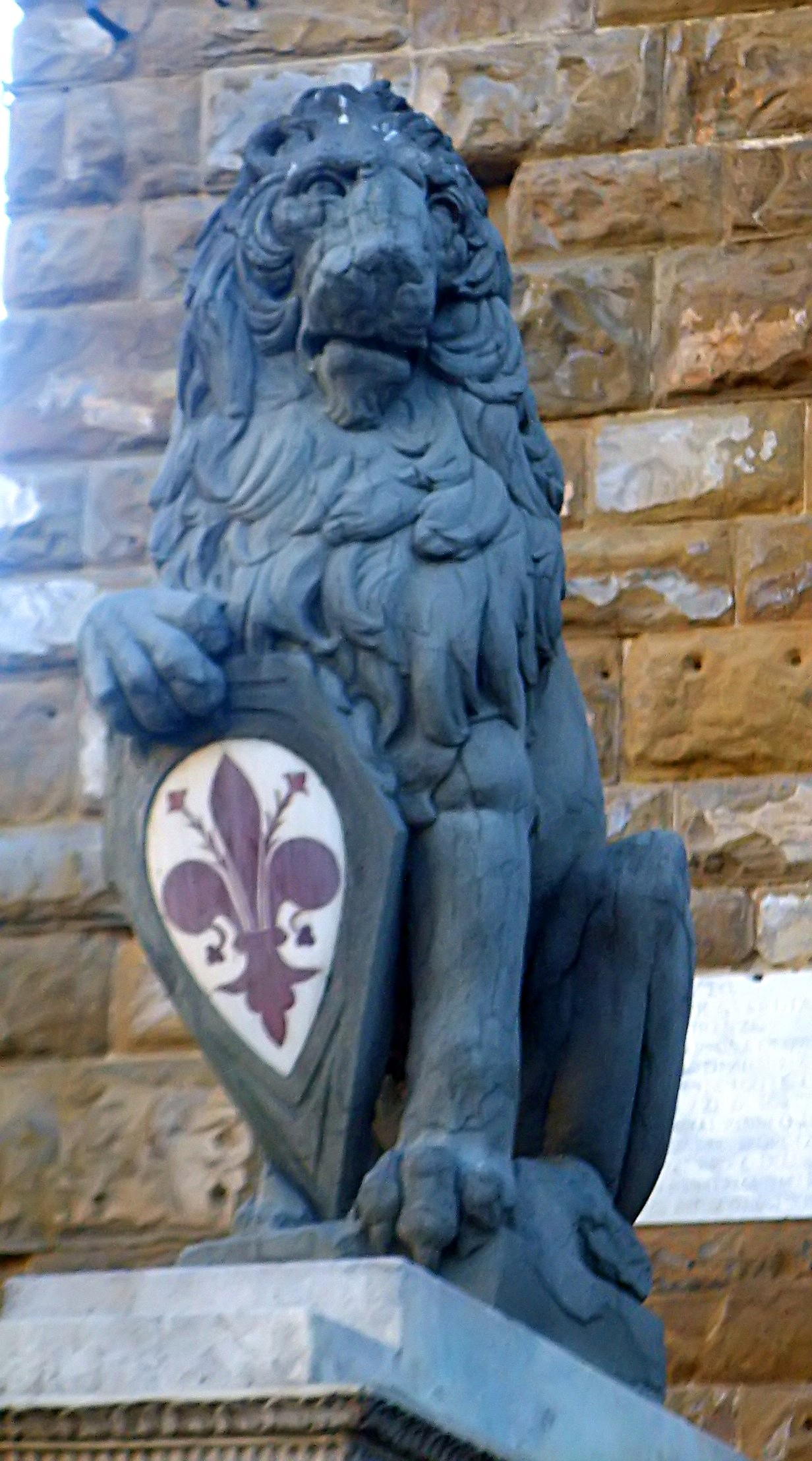
La copia del Marzocco di Donatello in piazza della Signoria

Il Giglio di Firenze è il simbolo della città fin dall'XI secolo. Al contrario della blasonatura attuale anticamente i colori erano invertiti. La sua origine è incerta, tra le varie leggende sorte in merito vi è quella che vede derivare l'abbinamento della città (Florentia) con il fiore perché la sua fondazione da parte dei romani avvenne nell'anno del 59 a.C., durante le celebrazioni romane per l'avvento della primavera, i festeggiamenti in onore alla dea Flora (Ludi Florales o Floralia - giochi e competizioni pubbliche) che si svolgevano dal 28 aprile al 3 maggio. L'associazione tra i festeggiamenti e il nome venne spontanea come accadde successivamente tra il nome e i fiori numerosi che crescevano intorno; un'altra leggenda vede derivare nome e simbolo dal mitico fondatore Fiorino, pretore romano, perito durante l'assedio di Fiesole.. In merito al giaggiolo (“Iris germanica var. florentina”, detto giglio di Firenze o giaggiolo bianco), specie che cresce numerosa e florida nei dintorni della città e da cui il simbolo con tutta probabilità discende, vi è da dire che esso ebbe sempre vari significati allegorici, tra cui quello di simbolo di purezza che lo rendeva il fiore della Madonna, non si può perciò escludere che l'adozione del giglio quale simbolo della città sia da ricondurre a una manifestazione di culto mariano risalente forse al IX secolo. Comunque esso veniva già usato come propria insegna dai fiorentini alla prima crociata.

Capo del Littorio

I colori attuali risalgono al 1251 quando i Ghibellini, in esilio da Firenze, continuavano a ostentare il simbolo di Firenze come proprio. Fu allora che i Guelfi, che controllavano Firenze, si distinsero dai propri avversari invertendo i colori che poi sono rimasti fino ai giorni nostri. Nel 1252 compare sulla prima emissione del fiorino. Ai tempi del Comune di Firenze, il giglio era il simbolo della città, talvolta rappresentato su uno scudo retto dalla zampa di un leone (il cosiddetto marzocco). In seguito venne imposto ai territori sotto il dominio fiorentino (e ancora oggi il simbolo di Castelfiorentino e Scarperia ad esempio), ma con l'importante differenza di essere privo degli stami, organi atti alla riproduzione.
Il tradizionale simbolo fiorentino subì nel 1809 un tentativo di sostituzione del governo napoleonico che, con un decreto del 13 giugno 1811, provò a imporre un nuovo simbolo per Firenze: una pianta di giglio fiorito su un prato verde e uno sfondo argentato sormontato da un capo di rosso a tre api d'oro (il capo indicava l'appartenenza di Firenze alla classe delle grandi città dell'impero napoleonico, le cosiddette bonne ville). Il dissenso fiorentino non fece dare seguito al decreto.
Il 22 maggio 1928 una deliberazione del podestà richiese il riconoscimento di stemma e gonfalone al governo che fu accordato dal capo del governo con il decreto sopra riportato. In seguito, con il Regio Decreto del 24 ottobre 1933 № 1440 fu imposto l'inserimento del capo del Littorio, eliminato poi nel 1944.

## Galleria d'immagini
Evoluzione dello stemma

Stemma di Firenze fino al 1251
Stemma di Firenze 1251 - epoca moderna
Proposta di stemma di Firenze durante il Primo Impero francese
Foggia durante il XVIII-XIX sec.
Stemma di Firenze 1933-1944
Stemma di Firenze 1945 - attuale

Altri simboli

Bandiera della Repubblica di Firenze
Stemma del popolo di Firenze
Stemma del comune di Firenze (epoca medioevale)
Stemma del Marchese Ugo II di Toscana (973-1001)

## Marchio

Marchio del comune

Nel 2008 il Comune di Firenze ha registrato un marchio composto dal giglio e dalla denominazione dell'Amministrazione pubblica. Questo marchio, progettato da Walter Sardonini e Daniele Madio col loro studio SocialDesign srl di Firenze, è composto dal giglio fiorentino, in un design originale, avente come colore istituzionale il rosso Pantone 1797 C (in quadricromia ha i valori C 0% - M 100% - Y 90% - K 0%) unitamente alle scritte “COMUNE DI”, in Avenir Roman, e “FIRENZE” in prima lettura, in un carattere ridisegnato sulla base del Garamond, di nero al 100%. Esistono due composizioni di marchio e logo, una a epigrafe e una a bandiera sinistra. Nelle versioni in bianco e nero il giglio assume il valore cromatico K 45%. Su sfondi di media densità il giglio e le denominazioni vanno riprodotte in bianco. Il restyling del simbolo araldico, adottato dal Comune di Firenze in questa occasione, si applica anche a tutti gli altri emblemi e materiali della comunicazione dell'amministrazione stessa (stemma, gonfalone, stampati, ecc.).

## Altri simboli

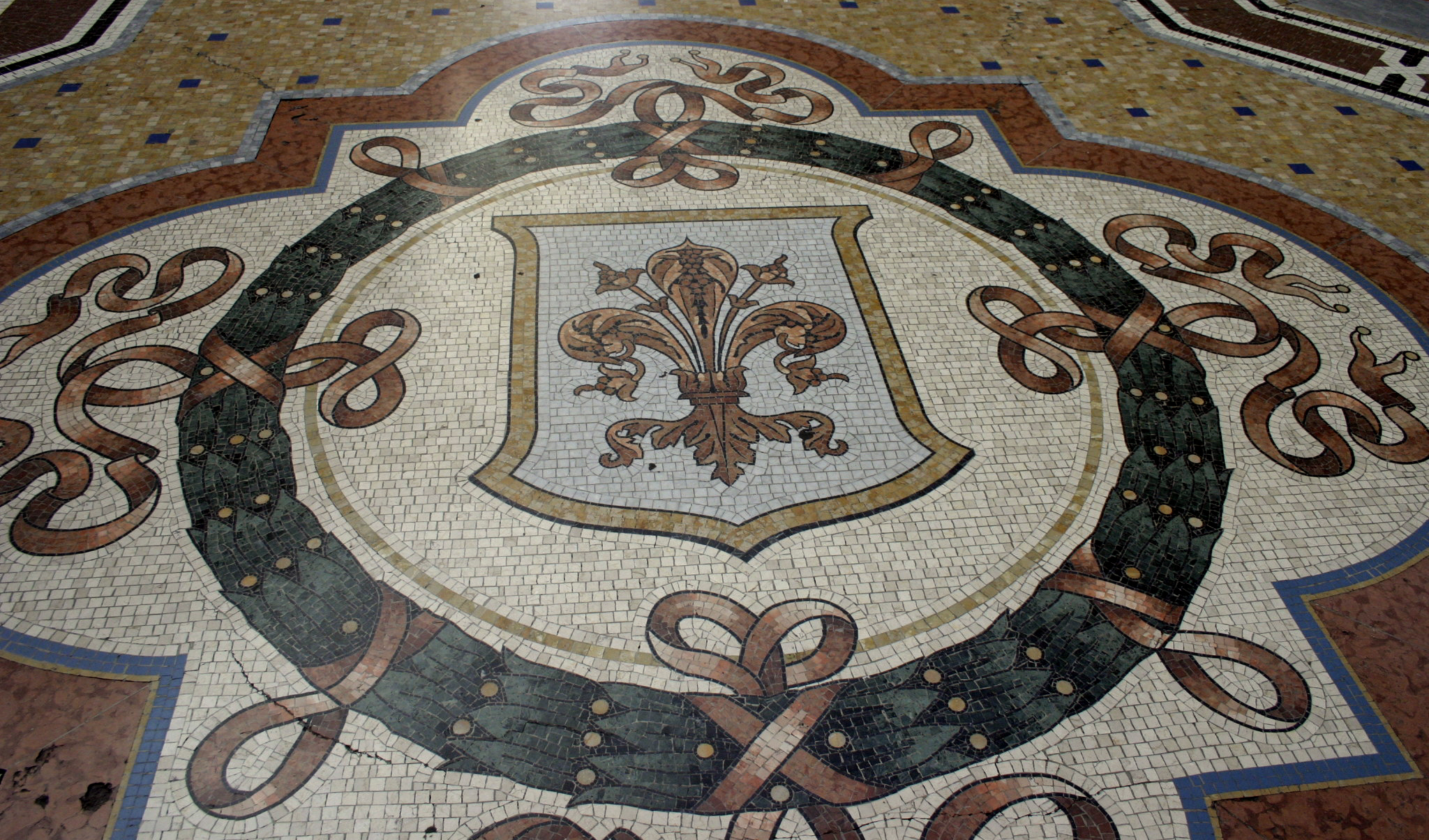
Dettaglio dal pavimento a mosaico della Galleria Vittorio Emanuele II di Milano: Stemma di Firenze

Durante la sua storia Firenze utilizzò altri simboli oltre il giglio, in particolare:
- la bandiera del comune, adottata verso la fine del X secolo, consisteva in un semplice scudo partito di bianco e di rosso. Questo stemma, seconda la tradizione, fu ottenuto unendo i blasoni di Firenze e Fiesole ed eliminando dal primo il giglio e dal secondo il crescente montante azzurro. Esso sventolava sul carroccio perduto nella battaglia di Montaperti del 1260.[13]
- la bandiera del popolo, «d'argento alla croce di rosso», emblema comune a molte città della Lega Lombarda. Esso nasce nel 1250 quando vennero create venti compagnie di milizia Civica sotto il comando di altrettanti Capitani a loro volta dipendenti dal Capitano del popolo. A quest'ultimo, oltre il comando, fu consegnata quale insegna la croce rossa in campo bianco, e una volta che questa fosse stata esposta le altre venti bandiere o gonfaloni dovevano uscire in campo da ogni sestiere, coi loro uomini in arme, per opporsi a qualunque tumulto provocato dai ghibellini. Nel 1292 al tempo di Giano Della Bella, la Croce Rossa in campo bianco divenne l'arme del popolo.[14] Dalla custodia iniziale del Capitano del Popolo passò in seguito, dal 1289, al Gonfaloniere di Giustizia.[15]
- la bandiera della repubblica, «di rosso alla croce d'argento», utilizzata dalla Repubblica di Firenze del 1527.[16]

È da notare come tutte queste insegne condividano con il giglio i colori rosso e argento (bianco), comuni anche all'arme del marchese di Tuscia Ugo II di Toscana, «di rosso a tre pali d'argento».